# Cabo San Pío
Der Cabo San Pío (deutsch: Sankt-Pius-Kap) ist der südlichste Punkt der Isla Grande de Tierra del Fuego, der Hauptinsel der Feuerlandinseln. Nach dem kleinen Eiland Islote Blanco, welches circa eineinhalb Kilometer südwestlich liegt, stellt das Kap außerdem den südlichsten Punkt Argentiniens dar.
Cabo San Pío liegt am Ostende des Beagle-Kanals und verfügt über den acht Meter hohen Leuchtturm Faro Cabo San Pío aus dem Jahr 1919. Der rot-weiß gestreifte Ziegelsteinturm besitzt eine Außentreppe und ist wie ein Kegel geformt. Charakteristisch sind seine zwei Lichtstrahlen alle 16 Sekunden. Die Reichweite beträgt 17 km.